# Agriopis leucophaearia
Espèce
Agriopis leucophaearia, l’Hibernie grisâtre, est une espèce de lépidoptères (papillons) de la famille des Geometridae, présent en Europe.
L'imago femelle est dépourvu d'ailes.

## Dénomination
Le nom vernaculaire de cette espèce est en rapport avec les mœurs hivernales de l'adulte. En Angleterre, l'espèce prend le nom de Spring Usher.

## Description
- Imago : le dimorphisme sexuel est très marqué chez cette espèce. Le mâle a une envergure de 10-30 mm. Le fond de ses ailes est généralement blanchâtre. Les ailes du dessus sont nuancées de brun roux à la base et à la pointe, avec des lignes noires discontinues associées à des zones striées de noir. Les ailes du dessous sont pointillées de noir. Certains individus peuvent être plus sombres (colorations brunes et noires). La femelle est aptère[2].
- Chenille : la chenille verte à lignes jaunâtres, est visible au printemps, se nourrit sur divers arbres et arbustes (Quercus, Betula, Rosa).

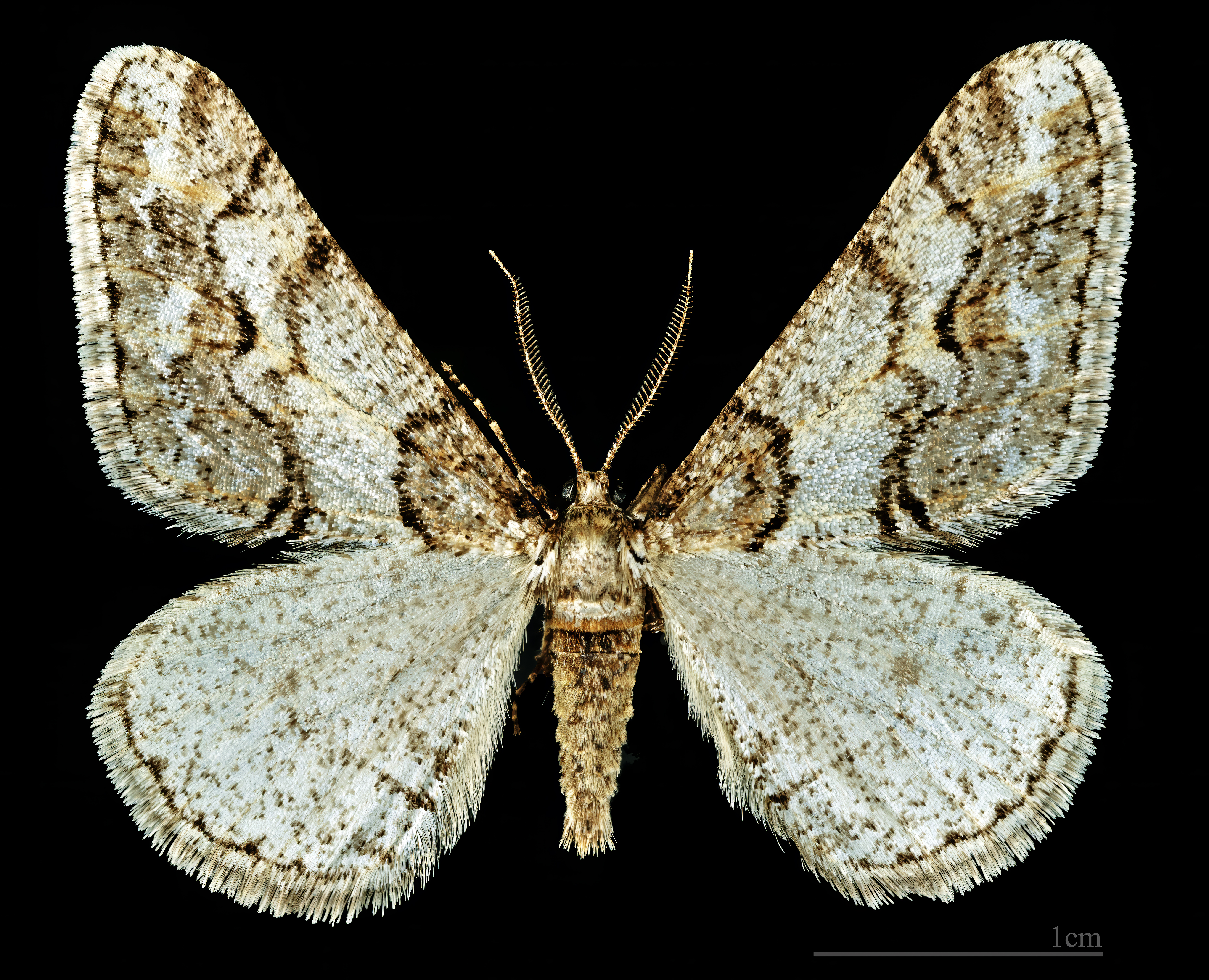
MHNT ♂
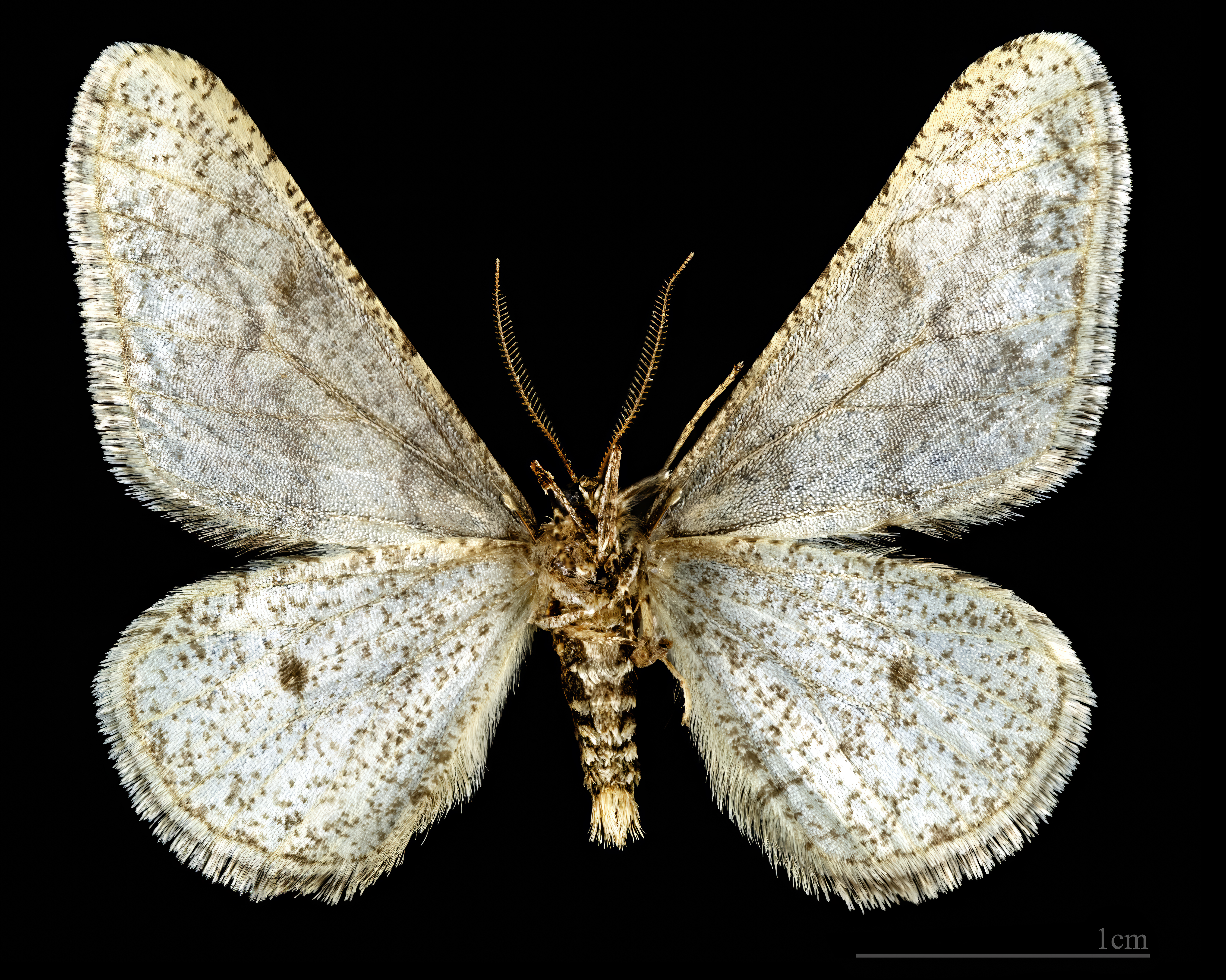
♂ △

## Biologie
Les femelles aptères demeurent sur le tronc de l'arbre qui les a vues naître et attirent les mâles par des phéromones.
En France, les mâles volent de janvier à mars, l'espèce est univoltine.